# Gewone zaagvis
De gewone zaagvis  (Pristis pristis) is een zaagvis uit de familie Pristidae. De soort komt voor in de zeegebieden, maar ook brakke en zoete wateren van het continentaal plat in de Atlantische Oceaan, van Portugal tot in de Afrikaanse wateren en het zuiden van Angola en mogelijk tot Namibië. Verder strekt het verspreidingsgebied zich uit over de Grote Oceaan van de noordwestkust van Australië tot Ecuador en Californië. Er zijn ook vangsten gedaan in zoete wateren in Mali en Senegal in de Falemerivier en misschien ook in de Gambiarivier en in de Amazone tot wel 750 km landinwaarts.

## Bedreigde status
De gewone zaagvis is inmiddels allesbehalve gewoon, de vis is uitgestorven in de Middellandse Zee. De gewone zaagvis is gemiddeld 2,5 m lang en kan 5 meter lang worden en is ovovivipaar, de eieren komen uit binnen het lichaam van het vrouwtje. Zoals alle soorten haaien, plant deze zaagvis zich langzaam voort en is daardoor gevoelig voor visserij. Er bestaat meestal geen gerichte visserij op de gewone zaagvis, maar hij wordt als bijvangst gevangen bij zowel de grote, intensieve beroepsvisserij als bij de kleine ambachtelijke visserij. In de kustwateren van West-Afrika heeft deze zaagvis sterk te lijden onder speciaal op haaien gerichte visserij. Daarom staat deze soort als ernstig bedreigd op de internationale rode lijst.